# Wilma Dias
Wilma Dias Grunfeld (Rio de Janeiro, 20 aprile 1954 – Rio de Janeiro, 10 aprile 1991) è stata un'attrice, ballerina e showgirl brasiliana.

## Biografia
Formatasi come ballerina già in tenera età, Wilma Dias durante l'adolescenza si esibì in numerosi locali notturni di Rio, procurandosi una popolarità notevole. Nel 1978 arrivò il salto sul piccolo schermo, a Rede Globo, con lo show Planeta dos Homens, dove le venne affidato il numero danzante della sigla di testa, che la vedeva uscire dalla banana sbucciata da una scimmia. 
Nei primi anni ottanta Wilma Dias prese parte ad alcuni film e a tre telenovelas: nell'ultima di esse, Figli miei, vita mia (1984), convinse pubblico e critica, dando un volto al personaggio di Matilde . Fu allora contattata da vari registi, ma declinò tutte le proposte per concentrarsi sulla carriera di ballerina: dopo il 1984 apparve pertanto solo in show televisivi.
Nel 1982 incise un singolo, La Massagiste.
Morì improvvisamente nel 1991 in seguito a un infarto, dieci giorni prima di compiere 37 anni. 

## Filmografia

### Cinema
- Os Trapalhões na Guerra dos Planetas (1978)
- Mulher Objeto (1981)
- Profissao Mulher (1982)
- Amor Maldito (1984)

### Televisione
- As Três Marias (1980)
- O Amor É Nosso (1982)
- Figli miei, vita mia (1984)

## Show tv
- Planeta dos Homens
- Senti Firmeza
- Os Trapalhões
- Cabaré do Barata
- Veja o Gordo